# إدوين جاي رولاند
إدوين جاي رولاند (بالإنجليزية: Edwin J. Roland)‏ هو ضابط أمريكي، ولد في 11 فبراير 1905 في بوفالو في الولايات المتحدة، وتوفي في 16 مارس 1985 في سانت بيترسبرغ في الولايات المتحدة.